# Goundampalayam
Goundampalayam é uma panchayat (vila) no distrito de Coimbatore, no estado indiano de Tamil Nadu.

## Demografia
Segundo o censo de 2001,  Goundampalayam  tinha uma população de 46,984 habitantes. Os indivíduos do sexo masculino constituem 51% da população e os do sexo feminino 49%. Goundampalayam tem uma taxa de literacia de 76%, superior à média nacional de 59.5%: a literacia no sexo masculino é de 81% e no sexo feminino é de 72%. Em Goundampalayam, 11% da população está abaixo dos 6 anos de idade.